# Dane Skerl
Dane Skerl (født 26. august 1931 i Ljubljana, død 4. maj 2002 i Trenta, Slovenien) var en slovensk komponist, dirigent og lærer.
Skerl studerede komposition på Musikkonservatoriet i Ljubljana hos Lucijan Skerjanc, og forsatte efter endt uddannelse sine studier i Østrig og Tyskland. Han har skrevet 8 symfonier, orkesterværker, kammermusik, balletmusik, vokalværker etc.
Han underviste på Musikkonservatoriet i Sarajevo, og Musikkonservatoriet i Ljubljana, dirigerede som freelance dirigent i mange orkestre rundt omkring i landet.

## Udvalgte værker
- Symfoni nr. 1 (1949) - for orkester
- Symfoni nr. 2 "Monotematisk" (1963) - for orkester
- Symfoni nr. 3 (1963) - for orkester
- Symfoni nr. 4 "Forkortelse" (1965) - for orkester
- Symfoni nr. 5 "Symfoni koncertante" (1981) - for bratschkvintet og orkester
- Symfoni nr. 6 "Rapsodisk" (1987) - for cello og orkester
- Symfoni nr. 7 "Trentana" (1992) - for orkester
- Symfoni nr. 8 "Med klokker" (1994/1995) - for orkester
- Sinfonietta nr. 1 (1964) - for orkester
- Sinfonietta nr. 2  (1971) - for strygere
- Sinfonietta nr. 3 (1973) - for træblæsere, bratsch og percussion